# TVP Historia

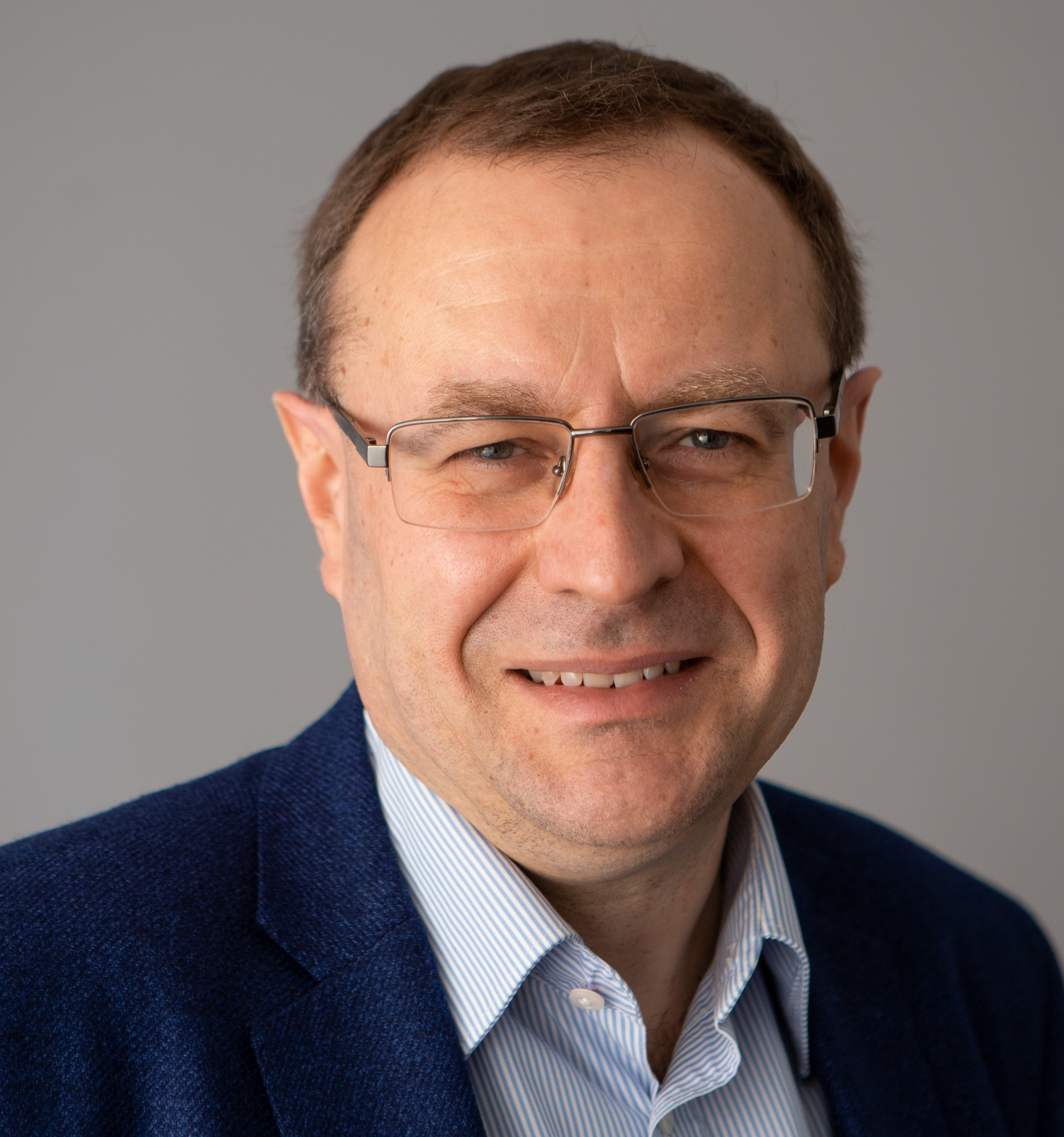
Prof. Antoni Dudek prowadzi w „TVP Historia” cykl „Kulisy III RP”

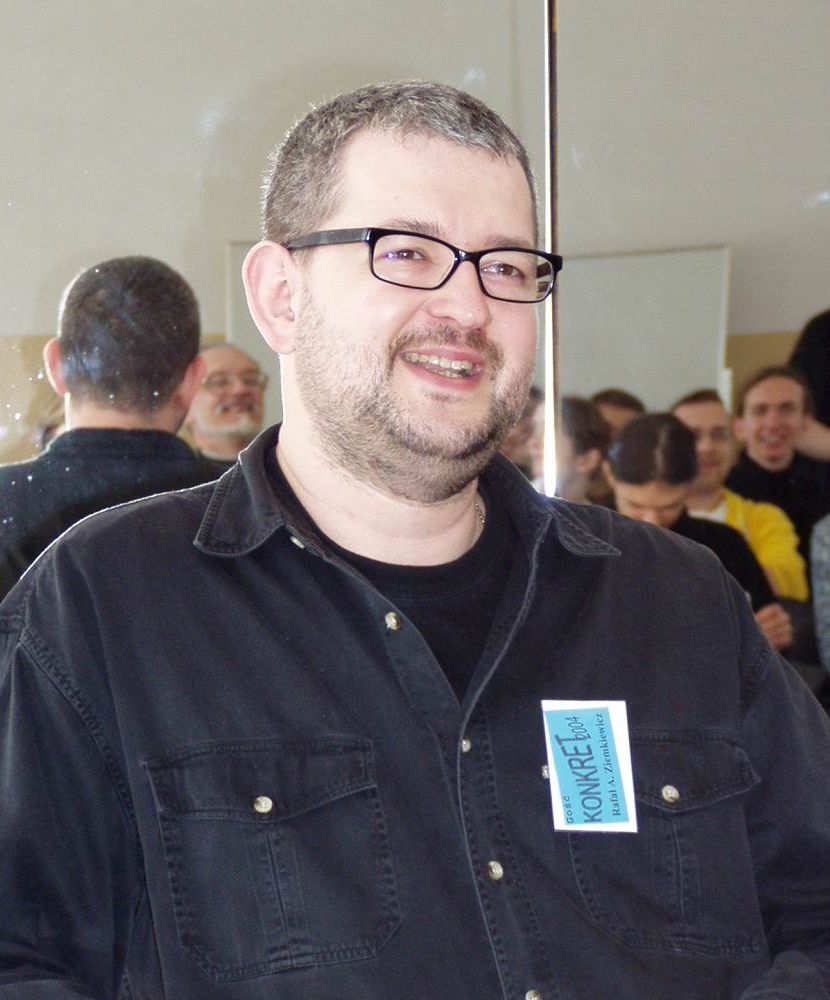
Rafał Ziemkiewicz prowadzi w „TVP Historia” pasmo „Kontrowersje”, „Pojedynek” oraz „Za obce pieniądze”

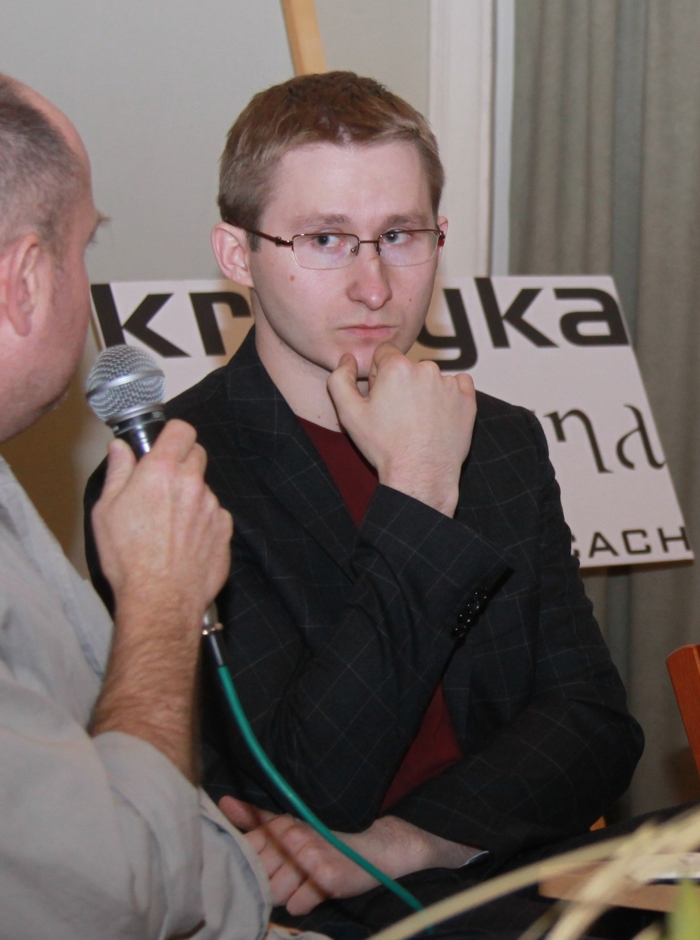
Sławomir Sierakowski – współprowadzący z Rafałem Ziemkiewiczem audycję „Pojedynek”

TVP Historia – kanał historyczny Telewizji Polskiej, który rozpoczął nadawanie 3 maja 2007 roku. Oparty jest na produkcji własnych programów oraz na zasobach archiwalnych TVP. Emituje także produkcje zagraniczne. Oprócz audycji opisujących historię, kanał emituje też programy nawiązujące do historii (m.in. filmy fabularne i seriale). TVP Historia współpracuje z wieloma instytucjami. Po emisji programy i filmy dostępne bywają poprzez witrynę internetową kanału.
Przesłaniem TVP Historia jest Odkryć i zrozumieć.

## Historia

### Nadawanie
2 sierpnia 2006 r. został złożony wniosek o przyznanie koncesji do KRRiT.
Od 25 czerwca 2007 program nadawany był od poniedziałku do piątku w godz. 10.00–0.00, natomiast w weekendy w godz. 8.00–0.00, zmniejszona została wtedy także ilość powtórek programów. Od września 2008 stacja rozpoczęła nadawanie niektórych zagranicznych produkcji z napisami w języku polskim. Kanał nadawał program w godz. 15.00–23.00. Obecnie kanał nadaje od 7.00 do 4.00 przez 7 dni w tygodniu.
29 grudnia 2014 kanał został zakodowany. 
Wiosną 2018 r. rozpoczęto reemisję stacji w ramach naziemnej telewizji cyfrowej na terenie Litwy.
27 lutego 2023 r. kanał rozpoczął nadawanie w jakości HD. 1 czerwca 2023 r. sygnał stacji został udostępniony i można oglądać bezpłatnie w serwisie internetowym i aplikacji TVP VOD. 

### TVP Dokument
W styczniu 2011 roku zarząd TVP rozpoczął procedurę przekształcenia kanału w TVP Dokument, co wymaga zmiany koncesji przez KRRiT. Rada Nadzorcza TVP wyraziła zgodę na podjęcie tej procedury i wnioskowanie do KRRiT. Proces miał na celu zmianę oferty stacji z historycznej na ogólnodokumentalną, czego powodem są niskie wyniki oglądalności TVP Historia, jednak po protestach Solidarności zrezygnowano z tego pomysłu, a TVP Dokument został uruchomiony jako osobny kanał.

### Dyrektorzy
- Artur Dmochowski (maj 2007-marzec 2009)
- Tadeusz Doroszuk (marzec 2009-styczeń 2016)
- Piotr Gursztyn (15 stycznia-30 listopada 2016)[6]
- Stanisław Królak (1 grudnia 2016-15 stycznia 2017)
- Piotr Legutko (od stycznia 2017)

### Filmotekaprodukcji
Na początku maja 2017 r., z okazji 10-lecia stacji, utworzono internetową filmotekę produkcji TVP Historia. Powstała ona po to, „by materiały były dostępne zawsze, a nie tylko wtedy, kiedy są emitowane na antenie”. Wśród nagrań można obejrzeć filmy dokumentalne, reportaże, jak i również fragment przemówienia prezydenta RP Lecha Kaczyńskiego podczas inauguracji kanału.

## Audycje emitowane w TVP Historia
- Pasmo „Bitwy, konflikty, wojny” – program prowadzony przez Janusza Ciska opowiadający o słynnych wojnach i dziejach techniki militarnej.
- Pasmo „Kontrowersje” – program poruszający najbardziej kontrowersyjne tematy z historii Polski i świata. Gospodarzem programu jest Rafał Ziemkiewicz.
- Pasmo „U źródeł cywilizacji” – program o historii cywilizacji, religii i Kościoła, a także o tym jak wiara odbierana była na przełomie dziejów. Program prowadzą dominikanin o. Maciej Zięba i Robert Tekieli.
- Pasmo „Siła Bezsilnych” – dramatyczne opowieści o losach osób, które walczyły z władzą komunistyczną. Poznamy fakty, często pomijane milczeniem nawet po 1989 roku. Program prowadzi Józef Ruszar i Tomasz Terlikowski.
- Pasmo „Było nie było” (co dwa tygodnie) – gospodarzami studia są znani satyrycy Jan Pietrzak i Marcin Wolski. Całość ma charakter rozrywkowy, stanowiąc jednocześnie niekonwencjonalną lekcję historii.
- Pasmo „Kulisy III RP” (co dwa tygodnie) – prowadzone przez prof. Antoniego Dudka z IPN. Kulisy historii od 1989 r.
- „Portal” – magazyn historyczny – tygodnik zawierający najświeższe informacje dotyczące szeroko rozumianej historii. Program składa się z kilku bloków tematycznych przedstawianych w formie felietonu z komentarzem prowadzącego - [imię i nazwisko].
- Magazyn „Z archiwów PRL-u” – program informujący o najnowszej historii Polski, o pracy IPN i innych instytucji, np. Ośrodka KARTA, o ludziach i mechanizmach odpowiedzialnych za działanie systemu, a także o tych, którzy z nim walczyli.
- „Notacje” – relacje świadków historii najnowszej, np. powstańców warszawskich, partyzantów.
- „Zakręty dziejów” – program przedstawiający najważniejsze przełomowe wydarzenia, które zmieniły bieg historii. Gospodarzem cyklu jest Piotr Semka.
- „Dzieje Polaków” – program prowadzony przez Tomasza Terlikowskiego i Wojciecha Reszczyńskiego opowiadający o dynastiach panujących w Polsce na przestrzeni wieków.
- „Pojedynek” – program z udziałem Sławomira Sierakowskiego i Rafała Ziemkiewicza.
- „Po co nam to było…?” – Jan Pietrzak wraz z zaproszonymi do studia gośćmi rozmawia o ciekawych osobach i zjawiskach, które bezpowrotnie minęły jak cenzura, moda, sport, propaganda, idole dawnych lat. Każdy z programów stanowi lekką i niekonwencjonalnie podaną lekcję historii.
- „Leksykon PRL-u” – historyczno-edukacyjne felietony ukazujące okres trwania PRL – od 1952 do 1989.
- Cykl „Za obce pieniądze” – historie najsłynniejszych polskich szpiegów i agentów czasów PRL. Program prowadzi Rafał Ziemkiewicz.
- „Historia i film” – Czterej pancerni i pies, Stawka większa niż życie, Pan Wołodyjowski, Gry uliczne i inne filmy historyczne z komentarzem ekspertów, którzy wyjaśniają czy filmowa wizja wydarzeń jest zgodna z rzeczywistością i na ile odbiega od prawdziwej historii. Audycje prowadził Krzysztof Kłopotowski.
- „Historia i dokument” – wyjątkowe filmy dokumentalne najlepszych reżyserów polskich i zagranicznych.
- „Encyklopedia ″Solidarności″” – cykl trzyminutowych minireportaży kreślących sylwetki i wydarzenia związane z narodzinami „Solidarności”.
- „Dziękujemy za ″Solidarność″” – zapomniani bohaterowie czasów walki z komunizmem.
- „Miejsca przeklęte” – cykl fabularyzowanych filmów dokumentalnych o nadzwyczajnych wydarzeniach poruszających polską opinię publiczną w II poł. XX wieku.
- „Świadkowie nieznanych historii” – historia powojennych lat XX wieku kształtowana była pod czujnym okiem cenzury, dlatego wiele faktów i dokumentów dopiero dziś może trafić do publicznej świadomości. W programie wykorzystano akty, zdjęcia i raporty opisujące interesujące ludzkie losy lub nieznane dotąd fakty. Występują w nim również świadkowie najnowszej historii – tej sprzed 50, 30 czy 20 lat. Program powstaje we współpracy z IPN.
- „Historia III RP” – serial dokumentalny przypominający historię III RP opatrzony komentarzami historyków, publicystów i polityków.
- „Listy do PRL-u” – cykl dokumentalny ukazujący problemy zwykłego człowieka żyjącego w czasach PRL w oparciu o archiwalne materiały TVP Szczecin.
- „Skarby Jasnej Góry. Ludzie i dary” – serial dokumentalny ukazujący historię, wydarzenia i zabytki związane z klasztorem ojców paulinów na Jasnej Górze.
- „Zagadki tamtych lat” – program, którego twórcy próbują rozwikłać niewyjaśnione zagadki z historii Polski i świata.
- „Smak tradycji” – cykl przedstawiający dawne tradycje i prasłowiańskie obrzędy, które splotły się z tradycją chrześcijańską i polską kulturą ludową.
- „Cienie PRL-u” – program w założeniu był próbą wyjaśnienia i zrozumienia czasów PRL, a przede wszystkim ukazania nieznanych faktów na podstawie dokumentów z archiwum IPN. W każdym programie występowali zaproszeni goście, często uczestnicy historycznych zdarzeń. Program prowadził Bronisław Wildstein.
- „20 lat minęło” – program Marcina Wolskiego ukazujący historię III RP od 1989 roku. W programie wykorzystywane były fragmenty programu „Polskie Zoo” oraz „Politycznych Szopek Noworocznych”.
- „Spór o historię” – program pod redakcją Stanisława Królaka prowadzony przez Macieja Zakrockiego i Marka Zająca przedstawiający problem historyczny oraz opinie historyków na jego temat.
- „Giganci historii” (od 2020) – teleturniej  Osobny artykuł: Giganci historii.
- „Szlak nadziei” (od 2021) – przygodowy reality show o tematyce historycznej[8]

## Logo
| Lata           | Opis | Wygląd |
| -------------- | --- | ------ |
| Od 3 maja 2007 | Złote logo TVP, pod nim złoty napis „HISTORIA”. Od 31 października 2014 logo na ekranie jest przezroczyste. Logo ekranowe różni się od zwykłego. Od 16 lutego 2022 logo zostało zmniejszone. |        |

## Udziały w rynku telewizyjnym
Liczby dotyczą grupy wiekowej 4+.
| rok  | styczeń | luty   | marzec | kwiecień | maj    | czerwiec | lipiec | sierpień | wrzesień | październik | listopad | grudzień | cały rok |
| ---- | ------- | ------ | ------ | -------- | ------ | -------- | ------ | -------- | -------- | ----------- | -------- | -------- | -------- |
| 2020 | 0,636%  |        | 0,536% | 0,478%   | 0,475% | 0,609%   | 0,576% | 0,553%   |          |             |          |          |          |
| 2019 | 0,635%  | 0,556% | 0,620% | 0,636%   | 0,613% | 0,589%   | 0,625% |          | 0,451%   |             |          | 0,624%   | 0,588%   |
| 2018 | 0,59%   | 0,60%  | 0,56%  | 0,61%    | 0,51%  | 0,500%   | 0,581% | 0,548%   | 0,513%   | 0,520%      | 0,554%   | 0,654%   | 0,565%   |
| 2017 | 0,67%   | 0,64%  | 0,59%  | 0,64%    | 0,68%  | 0,63%    | 0,56%  | 0,53%    | 0,57%    | 0,53%       | 0,52%    | 0,60%    | 0,60%    |